# Bahnstrecke Varel–Rodenkirchen
| |                         |                             |                             |
| Streckennummer (DB): | 1530                    |                             |                             |
| Kursbuchstrecke (DB): | 221d (1958)             |                             |                             |
| Kursbuchstrecke: | 198h (1939) 221f (1946) |                             |                             |
| Streckenlänge: | 22,21 km                |                             |                             |
| Spurweite: | 1435 mm (Normalspur)    |                             |                             |
| Minimaler Radius: | 300 m                   |                             |                             |
| |                         |                             |                             |
| \| \| \| von Wilhelmshaven \| \| \| \| 0,00 \| Varel (Oldb) \| Varel (Oldb) \| \| \| \| Anschluss zum Vareler Hafen \| \| \| \| \| Strecke nach Oldenburg \| \| \| \| 1,46 \| Hohenberge \| Hohenberge \| \| \| 4,00 \| Jadebrücke \| Jadebrücke \| \| \| 6,48 \| Diekmannshausen \| Diekmannshausen \| \| \| 8,47 \| Schweiburg \| Schweiburg \| \| \| 11,56 \| Schweierzoll \| Schweierzoll \| \| \| 14,69 \| Schwei \| Schwei \| \| \| 19,01 \| Rodenkircherwurp \| Rodenkircherwurp \| \| \| \| von Blexen \| \| \| \| 22,21 \| Rodenkirchen (Oldb) \| Rodenkirchen (Oldb) \| \| \| \| nach Hude \| \| |                         |                             |                             |
| Strecke |                         | von Wilhelmshaven           | von Wilhelmshaven           |
| Bahnhof | 0,00                    | Varel (Oldb)                | Varel (Oldb)                |
| Abzweig geradeaus und ehemals nach links |                         | Anschluss zum Vareler Hafen | Anschluss zum Vareler Hafen |
| Abzweig ehemals geradeaus und nach rechts |                         | Strecke nach Oldenburg      | Strecke nach Oldenburg      |
| Bahnhof (Strecke außer Betrieb) | 1,46                    | Hohenberge                  | Hohenberge                  |
| Brücke (Strecke außer Betrieb) | 4,00                    | Jadebrücke                  | Jadebrücke                  |
| Bahnhof (Strecke außer Betrieb) | 6,48                    | Diekmannshausen             | Diekmannshausen             |
| Bahnhof (Strecke außer Betrieb) | 8,47                    | Schweiburg                  | Schweiburg                  |
| Bahnhof (Strecke außer Betrieb) | 11,56                   | Schweierzoll                | Schweierzoll                |
| Bahnhof (Strecke außer Betrieb) | 14,69                   | Schwei                      | Schwei                      |
| Bahnhof (Strecke außer Betrieb) | 19,01                   | Rodenkircherwurp            | Rodenkircherwurp            |
| Abzweig ehemals geradeaus und von links |                         | von Blexen                  | von Blexen                  |
| Bahnhof | 22,21                   | Rodenkirchen (Oldb)         | Rodenkirchen (Oldb)         |
| Strecke |                         | nach Hude                   | nach Hude                   |

Die Bahnstrecke Varel–Rodenkirchen war eine normalspurige Nebenbahn, die die Stadt Varel mit Rodenkirchen (Oldb) an der Weser verband.

## Geschichte
Die Strecke wurde am 1. Mai 1913 eröffnet, nachdem schon lange Zeit immer wieder neue Varianten einer besseren Erschließung überlegt worden waren. 1911 war die Planung abgeschlossen und mit den Bauarbeiten begonnen worden. Das Amt Varel war mit 147.000 Mark an den Baukosten beteiligt.
Die Bahn wurde durchaus angenommen, 1930 verkehrten täglich sechs Personenzugpaare. Am 1. Juni 1958 wurde der Personenverkehr auf der Strecke eingestellt, der Güterverkehr zwischen Diekmannshausen und Rodenkirchen ebenfalls. Auf diesem Abschnitt wurden die Gleise 1961 abgebaut. Zwischen Varel und Diekmannshausen gab es bis 1992 noch Güterverkehr. Hauptsächlich Öl und Holz wurden transportiert. Zwei Jahre später wurden auch diese Gleise abgebrochen.